# Parathyone
Genre
Parathyone est un genre d'holothuries (concombres de mer) de la famille des Cucumariidae. 

## Liste des espèces
Selon World Register of Marine Species (18 mars 2015) :
- Parathyone surinamensis (Semper, 1867)
- Parathyone suspecta (Ludwig, 1875)